# Lista över brittiska flaggor

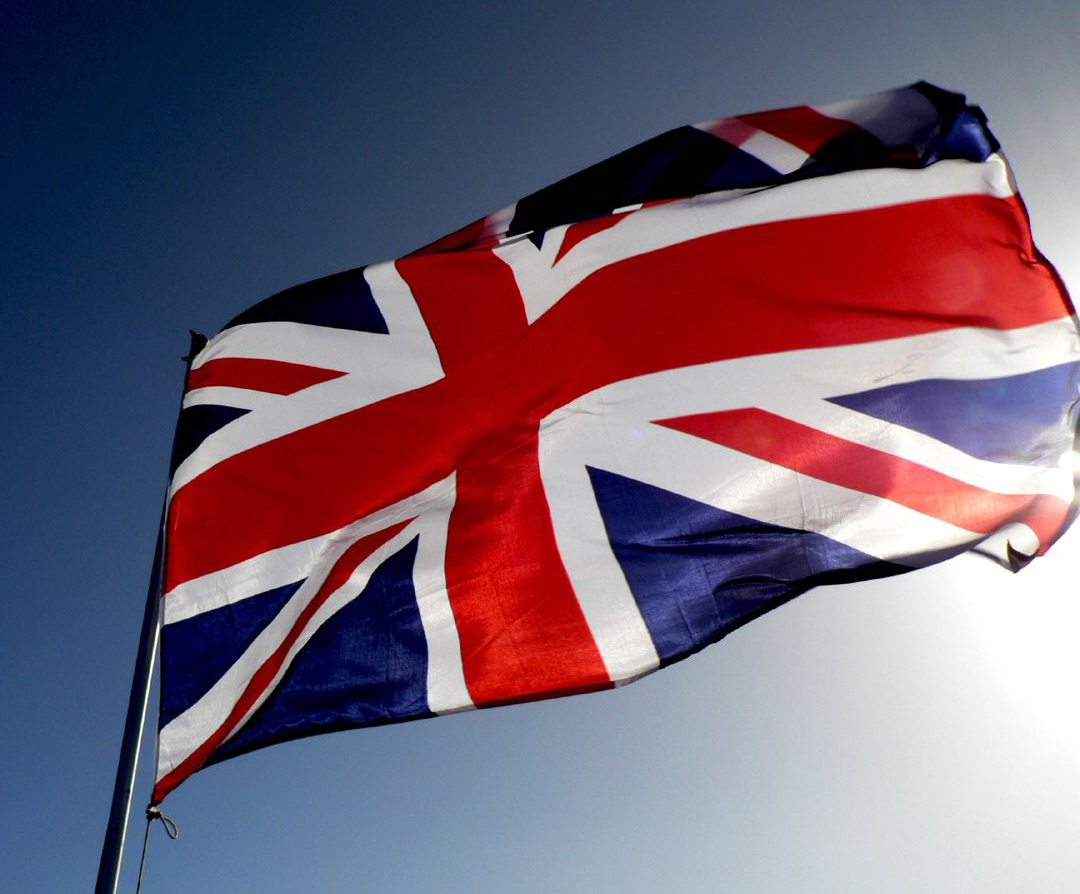
Unionsflaggan, Storbritanniens flagga.

Detta är en lista med bilder över flaggor använda i Storbritannien och till Storbritannien knutna områden och territorier.

## Nationsflaggor
| Flagga | Årtal   | Användning | Beskrivning                                                                           |
| ------ | ------- | --- | ------------------------------------------------------------------------------------- |
|        | 1801    | Storbritanniens unionsflagga, kallad Union Flag eller Union Jack, används som Storbritanniens flagga till lands och som örlogsgös (naval jack). | En kombination av flaggorna för England, Skottland, och St Patricksflaggan för Irland |
|        | ca 1300 | Englands flagga, även känd som Sankt Georgesflaggan                                                                                             | Ett rött kors i ett vitt fält.                                                        |
|        | ca 900  | Skottlands flagga, även känd som Sankt Andreasflaggan                                                                                           | Ett vitt andreaskors i ett blått fält.                                                |
|        | 1959    | Wales flagga, även känd som Den röda draken eller Y Ddraig Goch                                                                                 | En röd drake i ett fält delat i vitt och grönt.                                       |
|        | 1921    | Sankt Davids flagga; Wales inofficiella nationsflagga.                                                                                          | Ett gult kors i ett svart fält.                                                       |
|        |         | Nordirland har för närvarande ingen flagga. Den brittiska regeringen använder dock ibland Sankt Patriksflaggan för att representera riksdelen.  | I vitt fält ett rött andreaskors.                                                     |

## Övriga civila flaggor
| Flagga | Årtal  | Användning                                                                      | Beskrivning                                                                                  |
| ------ | ------ | ------------------------------------------------------------------------------- | -------------------------------------------------------------------------------------------- |
|        | 1801 - | Storbritanniens statsflagga.                                                    | Ett blått fält med unionsflaggan i övre vänstra hörnet.                                      |
|        | 1801 - | Storbritanniens handelsflagga.                                                  | Ett rött fält med unionsflaggan i övre vänstra hörnet.                                       |
|        | 1931 - | Den civila luftfartsflaggan. Används av civila flygplatser och civila flygplan. | Ett blått kors med vita kanter i ett ljusblått fält med unionsflaggan i övre vänstra hörnet. |
|        |        | Gös för handelsfartyg.                                                          | En unionsflagga med vit kant.                                                                |

## Militära flaggor
| Flagga | Årtal  | Användning | Beskrivning |
| ------ | ------ | --- | --- |
|        | 1801 - | Storbritanniens örlogsflagga. Används även av Royal Yacht Squadron.                                                                      | Ett rött kors i ett vitt fält, med unionsflaggan i övre vänstra hörnet. |
|        |        | Storbritanniens riksamirals flagga. Ämbetet innehas sedan 2011 av Prins Philip, hertig av Edinburgh.                                     | Ett gult ankare i ett karmosinrött fält. |
|        |        | Flagga för Storbritanniens försvarsminister.                                                                                             | En kunglig krona med ett krönt lejon, allt i guld, på ett tredelat fält representerande de tre försvarsgrenarna; blått (Royal Navy), rött (Storbritanniens armé), gråblått (Royal Air Force) |
|        | 1956-  | Flagga för försvarsgrensövergripande (Join Service) verksamheter.                                                                        | Försvarets emblem på ett tredelat fält representerande de tre försvarsgrenarna; blått (Royal Navy), rött (Storbritanniens armé), ljusblått (Royal Air Force)                                 |
|        |        | Storbritanniens armés flagga. | Storbritanniens armés märke i ett rött fält. |
|        |        | Flagga för Storbritanniens arméstabschef.                                                                                                | Unionsflaggan med en lejonbekrönt kunglig krona i mitten. |
|        | 1921 - | Royal Air Force flagga | RAF:s nationalitetsmärke i ett ljusblått fält med unionsflaggan i övre vänstra hörnet. |
|        |        | Flagga för militär medlem av flygvapenledningen (Royal Air Force Board)                                                                  | En lejonkrönt krona i guld på ett fält delat i gråblått och blått. |
|        |        | Royal Fleet Auxiliarys flagga | Ett gult ankare i ett blått fält med unionsflaggan i övre vänstra hörnet. |
|        |        | Flagga för Royal Engineers fartyg och båtar                                                                                              | Ett blått fält med unionsflaggan i övre vänstra hörnet, och Royal Engineers märke till höger.                                                                                                |
|        |        | Flagga för HM Army Vessels, dvs. arméns fartyg och båtar under befäl av en officer och enbart bemannad med militär personal.             | Ett blått fält med unionsflaggan i övre vänstra hörnet, och arméns emblem med krona till höger.                                                                                              |
|        |        | Flagga för arméns övriga fartyg och båtar, dvs. sådana som är bemannade med en besättning som består både av militär och civil personal. | Ett blått fält med unionsflaggan i övre vänstra hörnet, och arméns emblem utan krona till höger.                                                                                             |

## Kungligabaner

### Drottning Elizabeth II
| Flagga | Årtal   | Användning | Beskrivning                                                                   |
| ------ | ------- | --- | ----------------------------------------------------------------------------- |
|        | 1837    | Det kungliga baneret, som det används i England, Wales och Nordirland                                                          | Ett baner med Drottningens vapen, Storbritanniens kungliga vapen.             |
|        | ca 1930 | Det kungliga baneret, som det används i Skottland                                                                              | Ett standar med Drottningens vapen i en variant som används i Skottland.      |
|        | 1952    | Personlig flagga för drottning Elizabeth II, att användas i hennes egenskap av Samväldets överhuvud (Head of the Commonwealth) | En krönt bokstav 'E' i guld, omgiven av en girland av rosor i ett blått fält. |
|        | 1323    | Skottlands kungliga baner. | Ett stående rött lejon innanför en liljeklädd ram i ett gult fält.            |

### Prinsen av Wales
| Flagga | Årtal  | Användning                                                                                | Beskrivning |
| ------ | ------ | ----------------------------------------------------------------------------------------- | --- |
|        |        | Prinsen av Wales baner, som det används i England och Nordirland                          | Ett baner med Prinsen av Wales heraldiska vapen, Storbritanniens kungliga vapen med en vit tornérkrage, samt en vapensköld med Wales kungliga vapen. |
|        |        | Hertigen av Cornwalls baner.                                                              | 15 gyllene cirklar i ett svart fält. |
|        |        | Hertigen av Rothesays baner.                                                              | Skottlands kungliga baner belagt med en tornerkrage i blått. |
|        | 1974-  | Personlig flagga för den tjugotredje hertigen av Rothesay, Prins Charles, prins av Wales. | Ett baner med hertigens heraldiska vapen, det första och fjärde fältt representerar titeln Skottlands rikshovmästare (Great Steward of Scotland) (det andra och tredje fältet representerar titeln Lord of the Isles (småkonung över Hebriderna med mera). I mitten finns en vapensköld med vapnet för Skottlands kung, differentierat med en blå tornerkrage. |
|        | 1962 - | Prinsen av Wales baner, som det används i Wales                                           | Ett baner med Wales heraldiska vapen, med Prinsen av Wales krona i mitten. |

### Övriga medlemmar av kungafamiljen
| Flagga | Årtal  | Användning                         | Beskrivning |
| ------ | ------ | ---------------------------------- | --- |
|        | 1948 - | Hertigen av Edinburghs baner       | Ett baner med Hertigen av Edinburghs heraldiska vapen, första fältet Danmark, andra fältet Grekland, tredje fältet familjen Mountbatten, fjärde fältet Edinburgh                                                                   |
|        | 2000 - | Hertigen av Cambridges baner       | Ett baner med Hertigen av Cambridges heraldiska vapen, Storbritanniens kungliga vapen, med en tornerkrage med tre spetsar, den andra med en kammussla från Diana, prinsessa av Wales heraldiska vapen.                             |
|        | 2011 - | Earl of Strathearns baner          | Hertigen av Cambridges baner som det används i Skottland; det kungliga baneret, som det används i Skottland med en tornerkrage med tre spetsar, den andra med en kammussla från Diana, prinsessa av Wales heraldiska vapen.        |
|        | 2002 - | Hertigen av Sussex baner           | Ett baner med Hertigen av Sussex heraldiska vapen, Storbritanniens kungliga vapen, med en tornerkrage med fem spetsar, den första, tredje och femte med en kammussla från Diana, prinsessa av Wales heraldiska vapen.              |
|        | 1978 - | Hertigen av Yorks baner            | Ett baner med Hertigen av Yorks heraldiska vapen, Storbritanniens kungliga vapen, med en tornerkrage med tre spetsar, den andra med ett blått ankare.                                                                              |
|        | 2006 - | Prinsessan Beatrice av Yorks baner | Ett baner med Prinsessans heraldiska vapen, Storbritanniens kungliga vapen, med en tornerkrage med fem spetsar, den första, tredje och femte med ett bi.                                                                           |
|        | 2008 - | Prinsessan Eugenie av Yorks baner  | Ett baner med Prinsessans heraldiska vapen, Storbritanniens kungliga vapen, med en tornerkrage med fem spetsar, den första, tredje och femte med en tistel.                                                                        |
|        |        | Earlen av Wessex baner             | Ett baner med Earlen av Wessex heraldiska vapen, Storbritanniens kungliga vapen, med en tornerkrage med tre spetsar, den andra med en Tudorros.                                                                                    |
|        |        | Prinsessan Annes baner             | Ett baner med Prinsessans heraldiska vapen, Storbritanniens kungliga vapen, med en tornerkrage med tre spetsar, den första och tredje med ett rött kors, den andra med ett rött hjärta.                                            |
|        | 1962 - | Hertigen av Gloucesters baner      | Ett baner med Hertigens heraldiska vapen, Storbritanniens kungliga vapen, med en tornerkrage med fem spetsar, den första, tredje och femte med ett rött kors, den andra och fjärde med ett rött lejon.                             |
|        |        | Hertigen av Kents baner            | Ett baner med Hertigens heraldiska vapen, Storbritanniens kungliga vapen, med en tornerkrage med fem spetsar, den första, tredje och femte med ett blått ankare, den andra och fjärde med ett rött kors.                           |
|        |        | Prins Michael av Kents baner       | Ett baner med Prinsens heraldiska vapen, Storbritanniens kungliga vapen, med en tornerkrage med fem spetsar, den första, tredje och femte med ett rött kors, den andra och fjärde med ett blått ankare.                            |
|        | 1961 - | Prinsessan Alexandras baner        | Ett baner med Prinsessans heraldiska vapen, Storbritanniens kungliga vapen, med en tornerkrage med fem spetsar, den första och femte med ett rött hjärta, den tredje med ett rött kors, den andra och fjärde med ett blått ankare. |

### Övriga
| Flagga | Årtal | Användning                                                                           | Beskrivning |
| ------ | ----- | ------------------------------------------------------------------------------------ | --- |
|        |       | Flagga för en lordlöjtnant, monarkens representant i ett grevskap (utom i Skottland) | Unionsflaggan med Storbritanniens krona över ett gult svärd                                                                                 |
|        |       | Hertigdömet Lancasters baner                                                         | Tre gula gående utåtseende lejon stående över varandra i ett rött fält med en blå treflikig tornerkrage med tre gula liljor på varje flik.  |
|        |       | Lord Warden of the Cinque Ports baner                                                | Baserat på lordens heraldiska vapen, samt tre gula gående utåtseende lejon i ett rött fält förenade med tre gula båtskrov på ett blått fält |

## Statsflaggor
| Flagga | Årtal | Användning                                       | Beskrivning |
| ------ | ----- | ------------------------------------------------ | --- |
|        |       | HM Revenue and Customs flagga                    | Ett blått fält med unionsflaggan i övre vänstra hörnet, och HM Revenue and Customs emblem till höger.                                                                                         |
|        |       | HM Coastguards flagga                            | Ett blått fält med unionsflaggan i övre vänstra hörnet, och HM Coastguards emblem till höger.                                                                                                 |
|        |       | Scottish Fisheries Protection Agencys flagga     | Ett blått fält med unionsflaggan i övre vänstra hörnet, och Scottish Fisheries Protection Agencys emblem till höger.                                                                          |
|        |       | Northern Lighthouse Boards flagga                | Ett blått fält med unionsflaggan i övre vänstra hörnet, och en vit fyr till höger. |
|        |       | Kommissarie av Northern Lighthouse Boards flagga | Ett vitt fält med den ursprungliga unionsflaggan i övre vänstra hörnet, och en svart fyr till höger. Flaggan är den enda aktuella flagga i Storbritannien med den ursprungliga unionsflaggan. |
|        |       | Trinity House flagga                             | Ett rött fält med unionsflaggan i övre vänstra hörnet, och Trinity House gös till höger. |
|        |       | Metropolitan Police Service flagga               | Ett blått fält med Metropolitan Police emblem i mitten, och en blå och vit kant. |
|        | 1971- | Ministry of Defence Police flagga                | Ett blått fält med unionsflaggan i övre vänstra hörnet, och Ministry of Defence Police emblem till höger.                                                                                     |

## Kyrkoflaggor
| Flagga | Årtal | Användning                   | Beskrivning |
| ------ | ----- | ---------------------------- | --- |
|        | 1954- | Anglikanska kyrkogemenskapen | Ett blått fält med en kompassros, under en biskops mitra, i gul; i mitten är en Georgskors, och valspråket i grekiska: Ἡ ἀλήθεια ἐλευθερώσει ὑμᾶς (Sanningen ska göra er fria), från Johannesevangeliet kap. 8:32. |
|        |       | Canterbury stift             | Sankt Georgsflaggan, ett rött kors i ett vitt fält, med stiftets heraldiska vapen i det övre inre fältet. Har samtliga stift i Engelska kyrkan Sankt Georgsflaggor med egna vapen.                                 |
|        |       | Westminster Abbeys flagga    | Tudorvapent mellan Tudorrosor ovan Edvard Bekännarens vapen. |
|        |       | Skotska kyrkan               | Andreaskorsflaggan belagd med den brinnande busken, Guds självrepresentation enligt Andra Mosebok kap. 3:1-21, där korsarmarna möts.                                                                               |
|        |       | Kyrkan i Wales               | Ett blått kors i vitt fält belagd med ett keltiskt kors i guld där korsarmarna möts |
|        |       | Irländska kyrkan             | Sankt Patriksflaggan, ett rött andreaskors i ett vitt fält |

## Diplomatiskaflaggor
| Flagga | Årtal | Användning                                                                                | Beskrivning                                                                                           |
| ------ | ----- | ----------------------------------------------------------------------------------------- | --- |
|        |       | Flagga för Storbritanniens ambassader                                                     | En unionsflagga med Storbritanniens kungliga vapen i en cirkel i mitten                               |
|        |       | Flagga för Storbritanniens ambassader i länder i Samväldet (High Commissions på engelska) | Unionsflaggan                                                                                         |
|        |       | Flagga för Storbritanniens konsulat                                                       | En unionsflagga med Storbritanniens krona i en cirkel i mitten                                        |
|        |       | Flagga för Storbritanniens konsuler (i små båtar; flaggan hissad i fören)                 | Ett blått fält med unionsflaggan i övre vänstra hörnet, och Storbritanniens kungliga vapen till höger |

## Storbritanniens utomeuropeiska territorier
| Flagga | Årtal | Användning                                      | Beskrivning |
| ------ | ----- | ----------------------------------------------- | --- |
|        |       | Akrotiri och Dhekelias flagga                   | Unionsflaggan (ingen territoriella flagga) |
|        | 1990  | Anguillas flagga                                | Ett blått fält med unionsflaggan i övre vänstra hörnet, och Anguillas statsvapen till höger.                                                                    |
|        | 2013  | Ascensions flagga                               | Ett blått fält med unionsflaggan i övre vänstra hörnet, och Ascensions statsvapen till höger.                                                                   |
|        | 1910  | Bermudas flagga                                 | Ett rött fält med unionsflaggan i övre vänstra hörnet, och Bermudas statsvapen till höger.                                                                      |
|        | 1963  | Brittiska Antarktis flagga                      | Ett vitt fält med unionsflaggan i övre vänstra hörnet, och Brittiska Antarktis statsvapen till höger.                                                           |
|        | 1990  | Brittiska territoriet i Indiska Oceanens flagga | Ett blått fält med vit horisontella striper i vågform, unionsflaggan i övre vänstra hörnet, och Brittiska territoriet i Indiska Oceanens statsvapen till höger. |
|        | 1960  | Brittiska Jungfruöarnas flagga                  | Ett blått fält med unionsflaggan i övre vänstra hörnet, och Brittiska Jungfruöarnas statsvapen till höger.                                                      |
|        | 1958  | Caymanöarnas flagga                             | Ett blått fält med unionsflaggan i övre vänstra hörnet, och Caymanöarnas statsvapen till höger.                                                                 |
|        | 1999  | Falklandsöarnas flagga                          | Ett blått fält med unionsflaggan i övre vänstra hörnet, och Falklandsöarnas statsvapen till höger.                                                              |
|        | 1982  | Gibraltars flagga                               | Två horisontella striper i vit och röd, med ett rött borg med tre torn, och en nyckel i gull.                                                                   |
|        | 1921  | Gibraltars statsfartygs flagga                  | Ett blått fält med unionsflaggan i övre vänstra hörnet, och Gibraltars märke till höger.                                                                        |
|        | 1996  | Gibraltars handelsflagga                        | Ett rött fält med unionsflaggan i övre vänstra hörnet, och Gibraltars statsvapen till höger.                                                                    |
|        | 1909  | Montserrats flagga                              | Ett blått fält med unionsflaggan i övre vänstra hörnet, och Montserrats statsvapen till höger.                                                                  |
|        | 1984  | Pitcairnöarnas flagga                           | Ett blått fält med unionsflaggan i övre vänstra hörnet, och Pitcairnöarnas statsvapen till höger.                                                               |
|        | 1984  | Sankta Helenas flagga                           | Ett blått fält med unionsflaggan i övre vänstra hörnet, och Sankta Helenas statsvapen till höger.                                                               |
|        | 1985  | Sydgeorgien och Sydsandwichöarnas flagga        | Ett blått fält med unionsflaggan i övre vänstra hörnet, och Sydgeorgien och Sydsandwichöarnas statsvapen till höger.                                            |
|        | 2002  | Tristan da Cunhas flagga                        | Ett blått fält med unionsflaggan i övre vänstra hörnet, och Tristan da Cunhas statsvapen till höger.                                                            |
|        | 1968  | Turks- och Caicosöarnas flagga                  | Ett blått fält med unionsflaggan i övre vänstra hörnet, och Turks- och Caicosöarnas statsvapen till höger.                                                      |

## Guvernörsochkommissariesflaggor
| Flagga | Årtal | Användning                                                     | Beskrivning |
| ------ | ----- | -------------------------------------------------------------- | --- |
|        |       | Guvernör av Anguillas flagga                                   | En unionsflagga med Anguillas statsvapen i en cirkel i mitten                                                                                                  |
|        |       | Guvernör av Bermudas flagga                                    | En unionsflagga med Bermudas statsvapen i en cirkel i mitten                                                                                                   |
|        | 1962- | Kommissarie av Brittiska Antarktis flagga                      | En unionsflagga med Brittiska Antarktis statsvapen i en cirkel i mitten                                                                                        |
|        | 1990- | Kommissarie av Brittiska territoriet i Indiska Oceanens flagga | Ett blått fält med vit horisontella streck i vågform, unionsflaggan i övre vänstra hörnet, och Brittiska territoriet i Indiska Oceanens statsvapen till höger. |
|        | 1971- | Guvernör av Brittiska Jungfruöarnas flagga                     | En unionsflagga med Brittiska Jungfruöarnas statsvapen i en cirkel i mitten                                                                                    |
|        | 1971- | Guvernör av Caymanöarnas flagga                                | En unionsflagga med Caymanöarnas statsvapen i en cirkel i mitten                                                                                               |
|        | 1948- | Guvernör av Falklandsöarnas flagga                             | En unionsflagga med Falklandsöarnas statsvapen i en cirkel i mitten                                                                                            |
|        |       | Guvernör av Gibraltars flagga                                  | En unionsflagga med Gibraltars statsvapen i en cirkel i mitten                                                                                                 |
|        |       | Guvernör av Montserrats flagga                                 | En unionsflagga med Montserrats statsvapen i en cirkel i mitten                                                                                                |
|        |       | Guvernör av Pitcairnöarnas flagga                              | En unionsflagga med Pitcairnöarnas statsvapen i en cirkel i mitten                                                                                             |
|        |       | Guvernör av Sankta Helenas flagga                              | En unionsflagga med Sankta Helenas statsvapen i en cirkel i mitten                                                                                             |
|        | 1999- | Kommissarie av Sydgeorgien och Sydsandwichöarnas flagga        | En unionsflagga med Sydgeorgien och Sydsandwichöarnas statsvapen i en cirkel i mitten                                                                          |
|        | 2002- | Kommissarie av Tristan da Cunhas flagga                        | En unionsflagga med Tristan da Cunhas statsvapen i en cirkel i mitten                                                                                          |
|        |       | Guvernör av Turks- och Caicosöarnas flagga                     | En unionsflagga med Turks- och Caicosöarnas statsvapen i en cirkel i mitten                                                                                    |

## Kanalöarna
| Flagga | Årtal | Användning       | Beskrivning                                                  |
| ------ | ----- | ---------------- | ------------------------------------------------------------ |
|        | 1993  | Alderneys flagga | St Georgeskorsflaggan med Alderneys vapen                    |
|        | 1985  | Guernseys flagga | St Georgeskorsflaggan med ett guldkors                       |
|        |       | Herms flagga     | St Georgeskorsflaggan med Herms vapen i övre vänstra hörnet. |
|        | 1981  | Jerseys flagga   | Sankt Patriksflaggan med Jerseys vapen                       |
|        |       | Sarks flagga     | St Georgeskorsflaggan med två gula lejon i en röd kanton     |

## Isle of Man
| Flagga | Årtal | Användning          | Beskrivning               |
| ------ | ----- | ------------------- | ------------------------- |
|        |       | Isle of Mans flagga | Triskele i ett rött fält. |

## Grevskap och regioner
| Flagga | Årtal      | Användning                        | Beskrivning |
| ------ | ---------- | --------------------------------- | --- |
|        |            | Aberdeen Citys flagga             | |
|        |            | Angleseys flagga                  | En gul sparre och tre gula lejon i ett rött fält                                                                                             |
|        |            | Bedfordshires flagga              | Fyra vita och blåa horisontella band i vågform och en vertikal band i svart med tre vita kammusslor, mellan två gula och två röda rektanglar |
|        |            | Berkshires flagga (förslag)       | En vit hjort och en gul ek i ett blått fält                                                                                                  |
|        | 2011       | Buckinghamshires flagga           | En vit svan i kedjor i ett fält delat i rött och svart                                                                                       |
|        | 2016       | Caithness' flagga                 | Ett blått nordiskt kors med gula kanter i ett svart fält, och en segelfartyg med en korp på kantonen                                         |
|        | 2013       | Cheshires flagga                  | Ett gult svärd och tre gula vetekärvar i ett blått fält                                                                                      |
|        | 1300-talet | Cornwalls flagga                  | Sankt Piransflaggan, ett vitt kors i ett svart fält                                                                                          |
|        | 2006       | Derbyshires flagga                | Ett grönt kors med vita kanter i ett ljusblått fält, med en gul ros i mitten                                                                 |
|        | 2003       | Devons flagga                     | Ett vitt kors med svarta kanter i ett grönt fält                                                                                             |
|        | 2008       | Dorsets flagga                    | Ett vitt kors med röda kanter i ett gult fält                                                                                                |
|        | 2013       | County Durhams flagga             | Ett fält delat i gult och blått, med et mantuanskt kors i inverterade färger                                                                 |
|        | 2013       | East Riding of Yorkshires flagga  | Ett fält delat i blått och grönt, med en vit ros                                                                                             |
|        |            | City of Edinburghs flagga         | |
|        |            | Essex flagga                      | Tre vita och gula saxiska svärd i ett rött fält                                                                                              |
|        | 2013       | Glamorgans flagga                 | Tre vita sparrer i ett rött fält |
|        | 2008       | Gloucestershires flagga           | Ett blått kors med beige kanter i ett grönt fält                                                                                             |
|        |            | Hampshires flagga                 | En krona och en röd ros i ett fält delat i rött och gult                                                                                     |
|        | 2008       | Hertfordshires flagga             | Åtta vita och blåa horisontella band i vågform med en hjort på en gul sköld i centrum                                                        |
|        |            | Kents flagga                      | En vit häst i ett rött fält |
|        | 2008       | Lancashires flagga                | En röd ros i ett gult fält |
|        | 2005       | Lincolnshires flagga              | Ett rött kors med gula kanter och en gul lilja i mitten, mellan två gröna och två blåa rektanglar                                            |
|        |            | City of Londons flagga            | St Georgeskorsflaggan med ett rött svärd i övre vänstra hörnet                                                                               |
|        |            | Mercias flagga                    | Sankt Albansflaggan, ett gult Andreaskors i ett blått fält                                                                                   |
|        | 1910       | Middlesex flagga                  | En gul krona och tre vita och gula saxiska svärd i ett rött fält                                                                             |
|        | 2011       | Monmouthshires flagga             | Tre gula liljor i ett fält delat i blått och svart                                                                                           |
|        | 2014       | Norfolks flagga                   | En hermelin, diagonal rand i ett fält delat i gult och svart                                                                                 |
|        | 2013       | North Riding of Yorkshires flagga | Ett blått kors med gula kanter i ett grönt fält, med en vit ros i mitten                                                                     |
|        | 2014       | Northamptonshires flagga          | Ett gult kors med svarta kanter i ett mörkrött fält, med en röd ros i mitten                                                                 |
|        | 1951       | Northumberlands flagga            | Åtta gula rektanglar i ett rött fält |
|        | 2011       | Nottinghamshires flagga           | Ett rött kors med vita kanter i ett grönt fält med Robin Hood i grönt på en vit sköld i mitten                                               |
|        | 2007       | Orkneyöarnas flagga               | Ett blått nordiskt kors med gula kanter på ett rött fält                                                                                     |
|        |            | Oxfordshires flagga               | Ett vitt kors mellan två gröna och två blåa rektanglar                                                                                       |
|        |            | Pembrokeshires flagga             | Ett gult kors i ett blått fält, med en röd och vit ros i mitten                                                                              |
|        | 2006       | Shetlandsöarnas flagga            | Ett vitt nordiskt kors på ett blått fält |
|        |            | Somersets flagga                  | En röd drake i ett gult fält |
|        | 2016       | Staffordshires flagga             | En röd sparre i ett gult fält, med ett gult knöt rep i mitten                                                                                |
|        | 2017       | Suffolks flagga                   | En gul krona och två gula korsade pilar i ett blått fält                                                                                     |
|        |            | Surreys flagga                    | Två gula nycklar, en ung grå ek och en grå kudde i ett fält delat i blå och svart                                                            |
|        | 2010       | Sussex flagga                     | Sex gula fåglar i ett blått fält |
|        | 1931       | Warwickshires flagga              | Tre röda kors och en vit fastkedjad björn i ett fält delat i gult och rött                                                                   |
|        | 2013       | West Riding of Yorkshires flagga  | Ett rött nordiskt kors i ett vitt fält, med en vit ros och gula solstrålarna i mitten                                                        |
|        | 2009       | Wiltshires flagga                 | Åtta vita och gröna horisontella ärmvinklar med en gul stortrapp i en grön skiva                                                             |
|        | 2013       | Worcestershires flagga            | Två blåa horisontella band i vågform i ett grönt fält, med tre svart päronar på en vit sköld                                                 |
|        | 1960       | Yorkshires flagga                 | En vit ros i ett blått fält |
|        |            | Yttre Hebridernas flagga          | Fem blåa och vita horisontella band i vågform och tre svarta segelfartyg i ett gult fält                                                     |
|        |            | Östangelns flagga (inofficiell)   | St Georgeskorsflaggan med tre gula kronor på en blå sköld i centrum                                                                          |

## Historiska flaggor
| Flagga | Årtal       | Användning | Beskrivning |
| ------ | ----------- | --- | --- |
|        | 1953 – 1972 | Ulster Banner — Nordirlands tidigare statsflagga, använde mellan 1953 och 1972. Denna flagga används fortfarande för att representera Nordirland exempelvis i vissa sportevenemang där Nordirland deltar som lag. | Ett rött kors i ett vitt fält, med en röd hand på en sexuddig stjärna i vit i mitten, under Storbritanniens krona.                        |
|        | 1606 – 1801 | Kungariket Storbritanniens flagga | En kombination av flaggorna för England och Skottland, utan Irland.                                                                       |
|        | 1606 – 1707 | Skotska unionsflagga | En kombination av flaggorna för England och Skottland, men med Andreaskorset på Georgskorset.                                             |
|        | 1783 – 1922 | St Patricksflagga, användes för att representera Irland i Unionsflaggan och i Unionsakterna (1800) och Anglo-irländska avtalet.                                                                                   | Ett rött Andreaskors i ett vitt fält |
|        | 1620 – 1707 | Englands örlogsflagga för den röda eskadern, tillika handelsflagga | Ett rött fält med Englands flagga i övre vänstra hörnet.                                                                                  |
|        | 1620 – 1707 | Englands örlogsflagga för den vita eskadern | Ett vitt fält med Englands flagga i övre vänstra hörnet.                                                                                  |
|        | 1620 – 1707 | Englands örlogsflagga för den blå eskadern | Ett blått fält med Englands flagga i övre vänstra hörnet.                                                                                 |
|        | – 1707      | Skottlands handelsflagga | Ett rött fält med Skottlands flagga i övre vänstra hörnet.                                                                                |
|        | 1707 – 1801 | Storbritanniens tidigare örlogsflagga för den röda eskadern, tillika handelsflagga | Ett rött fält med den ursprungliga unionsflaggan i övre vänstra hörnet.                                                                   |
|        | 1707 – 1801 | Storbritanniens tidigare örlogsflagga för den vita eskadern | Ett rött kors i ett vitt fält, med den ursprungliga unionsflaggan i övre vänstra hörnet.                                                  |
|        | 1707 – 1801 | Storbritanniens tidigare örlogsflagga för den blå eskadern | Ett blått fält med den ursprungliga unionsflaggan i övre vänstra hörnet.                                                                  |
|        | 1649 – 1651 | Engelska samväldets första flagga | Två lodrät fält, vitt, med ett rött kors, och blått, med en gul harpa.                                                                    |
|        | 1651 – 1658 | Engelska samväldets andra flagga | Fyra fält, den första och fjärde kvadranten är vitt med ett rött kors, den andra och tredje kvadranten är blått med ett vitt Andreaskors. |
|        | 1658 – 1660 | Protektoratets flagga | Den ursprungliga unionsflaggan med en gul harpa på en blå sköld i centrum.                                                                |